# Macaroni (Mode)

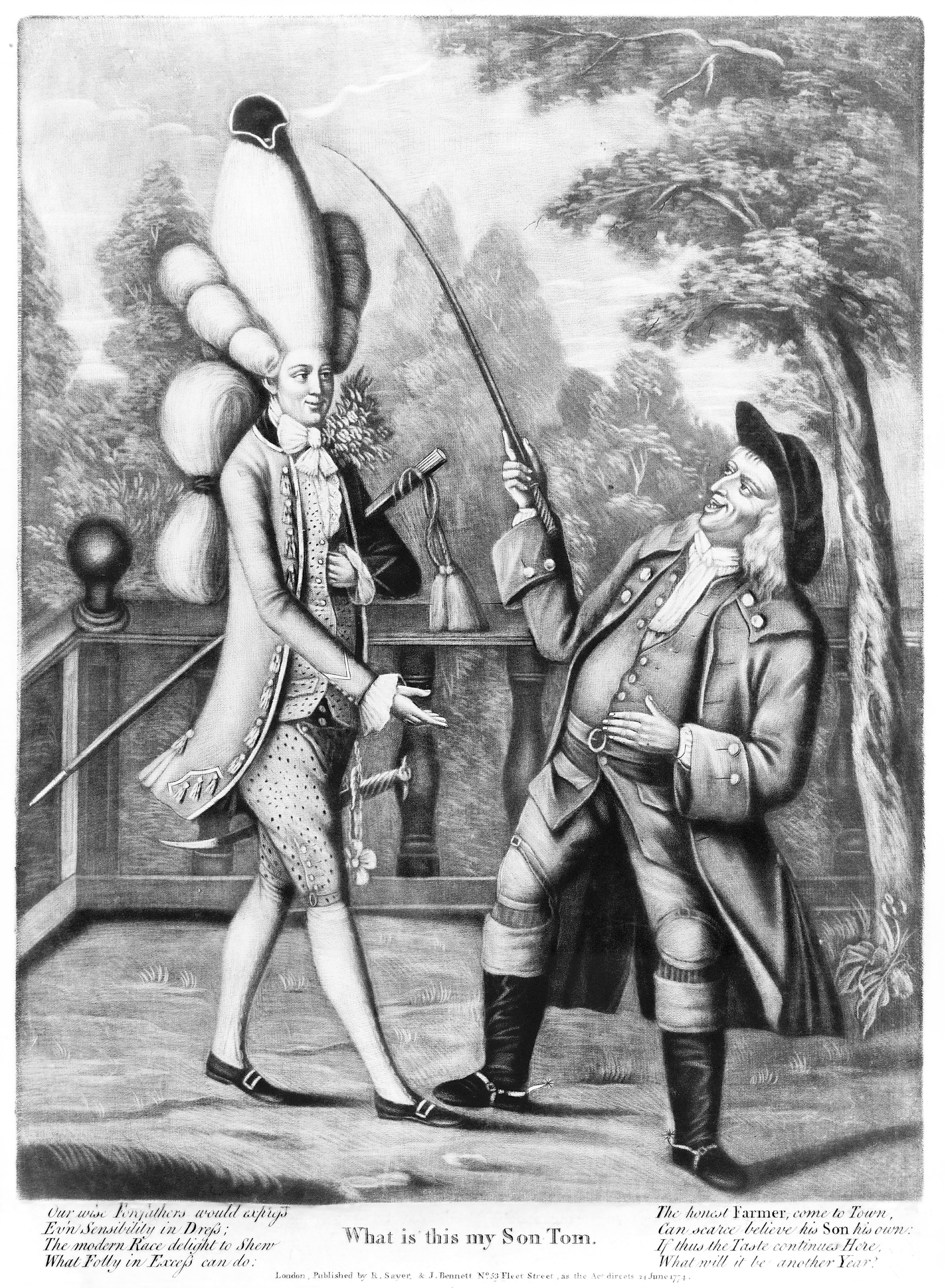
„What is this my Son Tom?“ (1774)

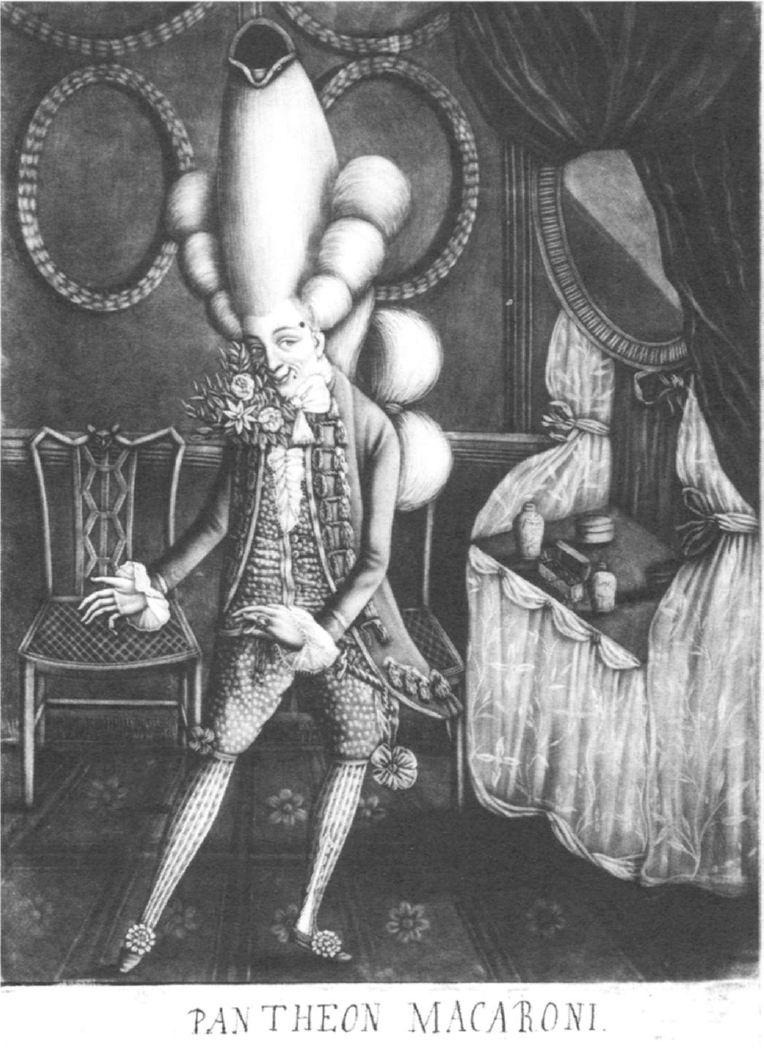
„Pantheon Macaroni“ (Karikatur von Philip Dawe, 1773)

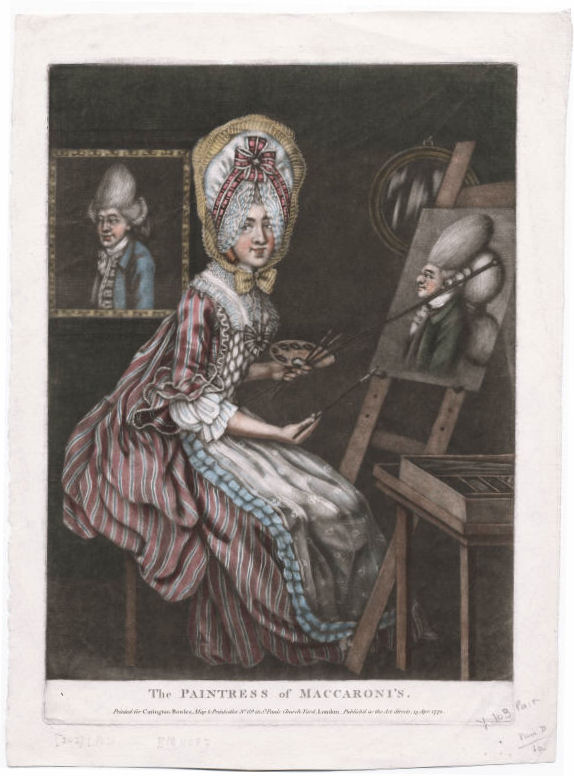
Die Macaroni-Malerin

Macaroni (von italienisch maccheroni) bezeichnet eine bestimmte Form von Modenarren im England der Zeit zwischen 1760 und 1780.
Als typisch für die Kleidung der Macaroni wurden weißseidene Kniehosen und Strümpfe sowie Schuhe mit diamantbesetzten Schuhschnallen und roten Absätzen empfunden, modische Attribute der französischen Hofkleidung, die im England der Zeit als unpassend empfunden wurden. Außerdem galt ein winziger Dreispitz als Kennzeichen der Macaroni, der nach Louis-Jules Mancini-Mazarini, Herzog des Nivernais und Botschafter Frankreichs in London, Nivernois genannt wurde.
Die Bezeichnung rührt von dem in England seit Beginn des 17. Jahrhunderts bekannten Pasta-Gericht her, wie auch das „Macaroni and Theatrical Magazine“ in seiner ersten Ausgabe von 1772 herleitet. Sie kam auf als (spöttische) Bezeichnung für junge Herren, die von ihrer Grand Tour, die sie meist auch nach Italien führte, nicht nur die Vorliebe für kontinentale Küche, sondern auch für ausgefallene Mode und Redeweisen mitbrachten.
Eine der sehr zahlreichen sich auf die Macaroni-Mode beziehenden Karikaturen stellt vermutlich die zu der Zeit sich in Italien aufhaltende und als Porträtmalerin arbeitende Angelika Kauffmann, eine Freundin Goethes, als „Macaroni-Malerin“ dar.
Dass die Macaroni eine frühe Form einer homosexuellen Subkultur darstellen, wurde zwar behauptet, ist aber nicht schlüssig belegt.
Hier kann die historische Perspektive täuschen: Was heute als effeminiert erscheint und an die modischen Übertreibungen moderner Drag Queens erinnert, wurde damals vielleicht hauptsächlich als (alberne) Altertümelei wahrgenommen.
Die Macaronis wurden zwar gelegentlich als Mitglieder des „Macaroni-Clubs“ bezeichnet, einen solchen Club hat es aber vermutlich nie gegeben, vielmehr sollte eine solche Bezeichnung den Macaroni als das diametrale Gegenteil eines Mitglieds des „Beefsteak Clubs“ kennzeichnen. Der „Beefsteak Club“, genauer die „Sublime Society of Steaks“, existierte tatsächlich, gegründet um 1735 u. a. von John Rich (1692–1761). So zieht auch die Karikatur „What is this my Son Tom?“ mit dem Vater als Vertreter des Beefsteak-essenden englischen Landadels und dem als Macaroni von der Europa-Tour heimgekehrten Sohn den komischen Effekt aus dem Gegensatz der beiden.
Auch wenn es keinen Macaroni-Club gab, so gab es doch Sammel- und Kristallisationspunkte. Dazu zählten die jungen Aristokraten um Charles James Fox, die Clubs The Scavoir Vivre
und Almack’s,
die Veranstaltungen der Teresa Cornelys im Carlisle House in Soho, und die Maskenbälle im Pantheon.
Die Zahl der Macaroni war klein: Schon seinerzeit stellte man fest, dass die Zahl der Macaroni-Witze und -Karikaturen die Zahl der real existierenden Macaroni bei weitem überstieg. Und die Mode nur von kurzer Dauer: Vor allem ein peinlicher Vorfall im Juli 1773, die sogenannte Vauxhall-Affäre, bei der einige Macaroni von einem Geistlichen verprügelt wurden, verursachte großen Wirbel in der Presse und gab die Macaroni noch mehr als ohnehin der Lächerlichkeit preis. Nach 1780 waren die Macaroni verschwunden. Dennoch blieb ein Erbe auf Dauer Teil der männlichen Mode: die Innentasche beim Herren-Jackett geht auf die Macaroni zurück.
Im englischen Sprachgebrauch wichen die Macaroni schließlich dem Dandy. Doch an einer sehr prominenten Stelle ist der Begriff erhalten geblieben. Die erste Strophe des Yankee Doodle lautet:
Yankee Doodle went to town
A-riding on a pony,
Stuck a feather in his cap
And called it macaroni'.
Ursprünglich soll der Yankee Doodle ein Spottlied der englischen Truppen auf den Yankee gewesen sein, der in seiner Schlichtheit meint, eine Feder am Hut hebe ihn schon auf den Gipfel modischer Raffinesse, mache ihn also zum Macaroni.